# Sigurd Magnussøn
Sigurd Magnussøn (14 de diciembre de 1889 – 12 de noviembre de 1961) fue un actor y director de nacionalidad noruega.

## Biografía
Nacido en Skien, Noruega, en los años 1921 y 1922 fie director del teatro experimental Intimteatret, donde debutaron Agnes Mowinckel como directora y Olafr Havrevold como actor.
Falleció en 1961 en Noruega. Estuvo casado con la actriz Abigael Heber Magnussøn.

## Filmografía
- 1935 : Samhold må til (corto)
- 1937 : Fant
- 1939 : Gjest Baardsen
- 1939 : Gryr i Norden
- 1940 : Tørres Snørtevold
- 1941 : Kjærlighet og vennskap
- 1941 : Gullfjellet
- 1941 : Nygift
- 1942 : Trysil-Knut
- 1946 : Vi vil leve
- 1946 : Englandsfarere
- 1947 : Sankt Hans fest
- 1951 : Storfolk og småfolk
- 1952 : Andrine og Kjell
- 1952 : Trine!
- 1953 : Flukt fra paradiset
- 1954 : Portrettet
- 1954 : I moralens navn

## Teatro, como director
- 1935 : Stratenmusik, de Paul Schurek, adaptación de Rudolf Wendbladh, Blancheteatern